# آشاغی معدن (آرتوین)
آشاغی معدن (به ترکی استانبولی: Aşağımaden) یک منطقهٔ مسکونی در ترکیه است که در آرتوین واقع شده‌است. آشاغی معدن ۳۹۵ نفر جمعیت دارد.